# Tefenni (district)
Tefenni is een Turks district in de provincie Burdur en telt 10.587 inwoners (2007). Het district heeft een oppervlakte van 623,3 km². Hoofdplaats is Tefenni.
De bevolkingsontwikkeling van het district is weergegeven in onderstaande tabel.
| 1997   | 2000   | 2007   |
| ------ | ------ | ------ |
| 12.570 | 11.939 | 10.587 |